# Zygmunt Machnik
Zygmunt Machnik (ur. 10 lutego 1947 w Sosnowcu) – polski polityk, przedsiębiorca, poseł na Sejm III kadencji.

## Życiorys
Ukończył w 1976 studia na Wydziale Górniczym Politechniki Śląskiej. Pracował na kierowniczych stanowiskach w różnych przedsiębiorstwach. W latach 90. przez rok pełnił funkcję burmistrza Czeladzi. Od 1995 do 1997 zajmował stanowisko wicewojewody katowickiego.
W latach 1997–2001 z ramienia Sojuszu Lewicy Demokratycznej sprawował mandat posła III kadencji. W 2001 bezskutecznie ubiegał się o reelekcję, w 2007 również bez powodzenia kandydował z listy Lewicy i Demokratów.
Był także radnym sejmiku śląskiego I kadencji. Działa w Stowarzyszeniu Ordynacka.